# Championnat du Japon de football de deuxième division 2007
Navigation
J2 League 2006 J2 League 2008
Le Championnat du Japon de football de deuxième division 2007 est la 9e édition de la J.League 2. Le championnat a débuté le 3 mars 2007 et s'est achevé le 1er décembre 2007.
Les trois meilleurs du championnat sont promus en J.League 2008.

## Les clubs participants
Les équipes classées de la 4e à la 13e place de la J2 League 2006, les 16e, 17e et 18e de J.League 2006 participent à la compétition.
| Club              | Dernière montée | Ville     | Classement 2005 | Entraîneur         | Depuis | Stade                            | Capacité | Nombre de saisons |
| ----------------- | --------------- | --------- | --------------- | ------------------ | ------ | -------------------------------- | -------- | ----------------- |
| Avispa Fukuoka    | 2007            | Fukuoka   | 16e             | Pierre Littbarski  | 2007   | Level5 Stadium                   | 22 563   | 5                 |
| Cerezo Osaka      | 2007            | Osaka     | 17e             | Levir Culpi        | 2007   | Stade Nagai                      | 50 000   | 2                 |
| Kyoto Sanga FC    | 2007            | Kyoto     | 18e             | Hisashi Kato       | 2007   | Stade athlétique de Nishikyogoku | 20 588   | 4                 |
| Sagan Tosu        | -               | Tosu      | 4e              | Yasuyuki Kishino   | 2007   | Stade de Tosu                    | 24 460   | 9                 |
| Vegalta Sendai    | 2004            | Sendai    | 5e              | Tatsuya Mochizuki  | 2007   | Stade de Sendai                  | 19 694   | 7                 |
| Consadole Sapporo | 2003            | Sapporo   | 6e              | Toshiya Miura      | 2007   | Sapporo Dome                     | 41 484   | 7                 |
| Tokyo Verdy 1969  | 2006            | Tokyo     | 7e              | Ruy Ramos          | 2006   | Stade Ajinomoto                  | 50 000   | 2                 |
| Montedio Yamagata | -               | Yamagata  | 8e              | Yasuhiro Higuchi   | 2006   | Stade du parc Yamagata           | 20 315   | 9                 |
| Ehime FC          | 2006            | Matsuyama | 9e              | Kazuhito Mochizuki | 2005   | Ningineer Stadium                | 20 000   | 2                 |
| Mito HollyHock    | 2000            | Mito      | 10e             | Hideki Maeda       | 2003   | Stade Mito                       | 12 000   | 8                 |
| Shonan Bellmare   | 2000            | Hiratsuka | 11e             | Masaaki Kanno      | 2006   | Hiratsuka Stadium                | 18 500   | 8                 |
| Thespa Kusatsu    | 2005            | Kusatsu   | 12e             | Shigeharu Ueki     | 2006   | Stade Shoda Shoyu Gunma          | 15 253   | 3                 |
| Tokushima Vortis  | 2005            | Tokushima | 13e             | Masataka Imai      | 2007   | Stade Pocarisweat                | 17 924   | 3                 |

- Relégué de la J1 League 2006

### Localisation des clubs
| \| Clubs du Grand Tokyo · Shonan Bellmare (Kanagawa) · Mito HollyHock (Ibaraki) · Tokyo Verdy 1969 (Tokyo) Grand Tokyo Consadole Sapporo Ehime FC Vegalta Sendai Avispa Fukuoka Sagan Tosu Montedio Yamagata Tokushima Vortis Thespa Kusatsu Cerezo Osaka Kyoto Sanga FC \| Localisation des clubs engagés dans le championnat. |
| Clubs du Grand Tokyo · Shonan Bellmare (Kanagawa) · Mito HollyHock (Ibaraki) · Tokyo Verdy 1969 (Tokyo) Grand Tokyo Consadole Sapporo Ehime FC Vegalta Sendai Avispa Fukuoka Sagan Tosu Montedio Yamagata Tokushima Vortis Thespa Kusatsu Cerezo Osaka Kyoto Sanga FC                                                           |

| Clubs du Grand Tokyo · Shonan Bellmare (Kanagawa) · Mito HollyHock (Ibaraki) · Tokyo Verdy 1969 (Tokyo) Grand Tokyo Consadole Sapporo Ehime FC Vegalta Sendai Avispa Fukuoka Sagan Tosu Montedio Yamagata Tokushima Vortis Thespa Kusatsu Cerezo Osaka Kyoto Sanga FC |

## Compétition

### Classement
Source : CLASSEMENT J.LEAGUE DIVISION 2 2007 sur transfermarkt.fr
| Rang | Équipe            | Pts | J  | G  | N  | P  | Bp | Bc | Diff |
| ---- | ----------------- | --- | -- | -- | -- | -- | -- | -- | ---- |
| 1    | Consadole Sapporo | 91  | 48 | 27 | 10 | 11 | 66 | 45 | +21  |
| 2    | Tokyo Verdy 1969  | 89  | 48 | 26 | 11 | 11 | 90 | 57 | +33  |
| 3    | Kyoto Sanga FC R  | 86  | 48 | 24 | 14 | 10 | 80 | 59 | +21  |
| 4    | Vegalta Sendai    | 83  | 48 | 24 | 11 | 13 | 72 | 54 | +18  |
| 5    | Cerezo Osaka R    | 80  | 48 | 24 | 8  | 16 | 72 | 55 | +17  |
| 6    | Shonan Bellmare   | 77  | 48 | 23 | 8  | 17 | 72 | 55 | +17  |
| 7    | Avispa Fukuoka R  | 73  | 48 | 22 | 7  | 19 | 77 | 61 | +16  |
| 8    | Sagan Tosu        | 72  | 48 | 21 | 9  | 18 | 63 | 66 | -3   |
| 9    | Montedio Yamagata | 58  | 48 | 15 | 13 | 20 | 46 | 56 | -10  |
| 10   | Ehime FC          | 45  | 48 | 12 | 9  | 27 | 39 | 66 | -27  |
| 11   | Thespa Kusatsu    | 42  | 48 | 7  | 21 | 20 | 42 | 71 | -29  |
| 12   | Mito HollyHock    | 34  | 48 | 8  | 10 | 30 | 32 | 70 | -38  |
| 13   | Tokushima Vortis  | 33  | 48 | 6  | 15 | 27 | 31 | 67 | -36  |

|  | Promu en J1 League 2008            |
|  | Barrages de promotion en J1 League |
|  | R : Relégué de J1 League 2006      |

## Barrage promotion-relégation
Le match oppose le 16e de la première division contre le 3e de la deuxième division un match aller-retour.
| 5 décembre 2007 | Kyoto Sanga FC | 2 - 1   | Sanfrecce Hiroshima | Takebishi Stadium Kyoto, Kyoto                   |                                                  |
|                 | Tahara 28e 39e | (0 - 0) | 88e Hirashige       | Spectateurs : 12 637 Arbitrage : Masayoshi Okada | Spectateurs : 12 637 Arbitrage : Masayoshi Okada |
|                 | Rapport        |         |                     | Spectateurs : 12 637 Arbitrage : Masayoshi Okada | Spectateurs : 12 637 Arbitrage : Masayoshi Okada |

| 8 décembre 2007 | Sanfrecce Hiroshima | 0 - 0   | Kyoto Sanga FC | Grande Arche d'Hiroshima, Hiroshima               |                                                   |
|                 |                     | (0 - 0) |                | Spectateurs : 23 162 Arbitrage : Yuichi Nishimura | Spectateurs : 23 162 Arbitrage : Yuichi Nishimura |
|                 | Rapport             |         |                | Spectateurs : 23 162 Arbitrage : Yuichi Nishimura | Spectateurs : 23 162 Arbitrage : Yuichi Nishimura |

## Statistiques

### Meilleurs buteurs
|                    | Buteur            | Club              | Buts | MJ |
| ------------------ | ----------------- | ----------------- | ---- | -- |
| Médaille d'or      | Hulk              | Tokyo Verdy 1969  | 37   | 42 |
| Médaille d'argent  | Alex              | Avispa Fukuoka    | 26   | 45 |
| Médaille de bronze | Yoshihito Fujita  | Sagan Tosu        | 24   | 44 |
| 4                  | Paulinho          | Kyoto Sanga FC    | 24   | 43 |
| 5                  | Tatsuya Furuhashi | Cerezo Osaka      | 18   | 47 |
| 6                  | Davi              | Consadole Sapporo | 17   | 39 |
| 7                  | Abraão Lincoln    | Avispa Fukuoka    | 16   | 39 |
| 8                  | André Pinto       | Kyoto Sanga FC    | 15   | 31 |
| 9                  | Lopes Tigrão      | Vegalta Sendai    | 14   | 42 |
| 10                 | Hiroki Bandai     | Vegalta Sendai    | 14   | 40 |